# Premis Chlotrudis
Els premis Chlotrudis (Chlotrudis Awards) són uns guardons de cinema estatunidencs concedits des de 1995 per la Chlotrudis Society for Independent Film »Són considerats entre els guardons més importants del cinema independent internacional.

## Categories
En negreta s'indiquen les categories actualment concedides
- Millor film (Best Film) – des de 1995
- Millor director (Best Director) – des de 1997

- Millor actor (Best Actor) – des de 1995
- Millor actriu (Best Actress) – des de 1995
- Millor actor secundari (Best Supporting Actor) – des de 1995
- Millor actriu secundària (Best Supporting Actress) – des de 1995
- Millor repartiment (Best Cast) – des de 2001

- Millor guió (Best Screenplay) – de 1998 a 2000
  - Millor guió original (Best Original Screenplay) – des de 2001
  - Millor guió adaptat (Best Adapted Screenplay) – des de 2001

- Millors decorats (Best Production Design) – des de 2010
- Millor fotografia (Best Cinematography) – des de 1998

- Buried Treasure – des de 2003
- Millor film documental (Best Documentary) – des de 2002
- Millor curtmetratge (Best Short Film) – de 2001 a 2009